# Brzeg Dolny
Brzeg Dolny [ˈbʒɛk ˈdɔlnɨ], tyska: Dyhernfurth, är en stad i sydvästra Polen, belägen i distriktet Powiat wołowski i Nedre Schlesiens vojvodskap, 36 kilometer nordväst om Wrocław. Tätorten hade 12 484 invånare i juni 2014 och utgör centralort i en stads- och landskommun med totalt 16 032 invånare samma år.

## Sevärdheter
- Allhelgonakyrkan i stadsdelen Warzyń, uppförd 1281 på platsen för en äldre kyrka. Kyrkan byggdes om i renässansstil omkring 1580.
- Slottet i Brzeg Dolny uppfördes 1780–1785 av länsherren greve Carl Georg Heinrich von Hoym efter ritningar av Carl Gotthard Langhans och byggdes om i fransk stil under 1800-talet. Byggnaden skadades svårt under striderna 1945 och byggdes senare delvis upp igen. En större renovering genomfördes 1998.
- Lilla slottet intill slottet, som fungerade som ämbetsmannabostad.
- Slottsparken ritades också av Langhans, med Wörlitz park i Oranienbaum-Wörlitz som förebild. Ursprungligen indelades den i tre delar: Lustträdgården, Nyttoträdgården och Meditationsträdgården.

## Kända invånare

### Födda i Brzeg Dolny
- Aleksandra Kurzak (född 1977), operasångerska.
- Aleksander Skorupa (född 1955), politiker tillhörande Medborgarplattformen, vojvod för Nedre Schlesiens vojvodskap.

### Personer med ankytning till staden
- Henriette Hanke (1785–1862), författare, bodde under en tid i staden som fru till kyrkoherden och skildrade den i många av sina verk.
- Sabbatai Ben Josef (1641–1714), författare och sångare, grundade det första judiska boktryckeriet 1687.
- Hans Otte (1926–2007), kompositör, pianist och radioredaktör, uppväxt i staden.